# Adenophora stricta
Adenophora stricta är en klockväxtart som beskrevs av Friedrich Anton Wilhelm Miquel. Adenophora stricta ingår i släktet kragklockor, och familjen klockväxter.

## Underarter
Arten delas in i följande underarter:
- A. s. confusa
- A. s. henanica
- A. s. sessilifolia